# Arthémon Hatungimana
Arthémon Hatungimana (* 21. Januar 1974 in Muhweza, Provinz Karuzi) ist ein ehemaliger burundischer Mittelstreckenläufer, dessen Spezialstrecke der 800-Meter-Lauf war.
Den bedeutendsten Erfolg seiner Karriere feierte er bei den Leichtathletik-Weltmeisterschaften 1995 in Göteborg. In einer Zeit von 1:45,64 min gewann er die Silbermedaille hinter dem für Dänemark startenden Wilson Kipketer. Bei den Panafrikanischen Spielen 1995 in Harare siegte er in 1:47,42 min.
Danach konnte er bei internationalen Großereignissen nicht mehr an diese Leistungen anknüpfen. Bei den Leichtathletik-Weltmeisterschaften 1997 in Athen schied er im Viertelfinale aus, 1999 in Sevilla und 2003 in Paris/Saint-Denis scheiterte er bereits in der ersten Runde. Bei den Leichtathletik-Weltmeisterschaften 2001 in Edmonton konnte er immerhin die Halbfinalrunde erreichen. Im selben Jahr gewann er zum dritten Mal nach 1994 und 1995 die offenen französischen Meisterschaften über 800 m.
Hartungimana nahm im 800-Meter-Lauf dreimal an Olympischen Spielen teil. 1996 in Atlanta erreichte er das Halbfinale, 2000 in Sydney und 2004 in Athen schied er jeweils in der Vorrunde aus.
Arthémon Hatungimana ist 1,80 m groß und wog zu Wettkampfzeiten 65 kg.

## Bestleistungen
- 800 m: 1:43,38 min, 24. August 2001, Brüssel
  - Halle: 1:46,32 min, 25. Januar 1998,	Karlsruhe
- 1000 m: 2:15,48 min, 12. Juli 1995, Nizza (burundischer Rekord)
  - Halle: 2:20,14 min, 18. Februar 1996, Liévin